# Oflag

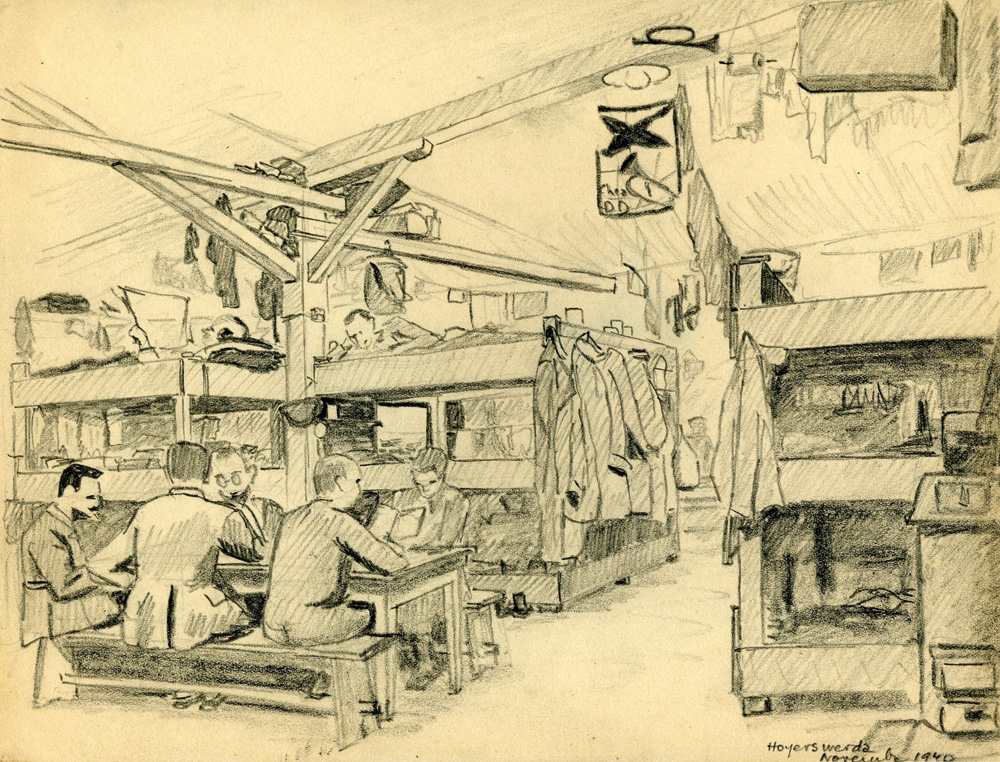
Disegno dell'interno dell'Oflag IV D di Elsterhorst eseguito dal prigioniero francese Arnaud E.

Un Oflag (Offizierslager) era un campo di prigionia per i soli Ufficiali prigionieri di guerra, stabilito dalla Wehrmacht sia durante la prima guerra mondiale che nella seconda guerra mondiale conformemente ai requisiti della Terza Convenzione di Ginevra (1929) (o della Convenzione dell'Aia 1899 nella prima guerra mondiale).
Questi tipi di campi furono costruiti in quanto gli ufficiali non possono essere destinati a lavorare. Un numero limitato di Sottoufficiali poteva essere ammesso in un Oflag solamente se lavoravano come inservienti per prendersi cura degli ufficiali.